# 瓦尔特 (纳瓦拉)
瓦尔特（西班牙語：Huarte）是西班牙纳瓦拉的一个市镇。总面积4平方公里，总人口3115人（2001年），人口密度779人/平方公里。

## 友好城市
- 法國 诺加罗